# 波罗镇 (英德市)
波罗镇，是中华人民共和国广东省清远市英德市下辖的一个乡镇级行政单位。

## 行政区划
波罗镇下辖以下地区：
建堂村、沿沙村、东风村、板水村、更古村、乌田村、前进村、太平坪村和波罗村。

## 交通
- 京广铁路：原设有波罗坑站，现已撤消。